# A kis herceg (televíziós sorozat)
A kis herceg vagy A kis herceg legújabb kalandjai (eredeti cím: The Little Prince) francia televíziós 3D-s számítógépes animációs sorozat, amelynek forgatókönyvét Pierre-Alain Chartier írta, és zenéjét Frédéric Talgorn szerezte. Magyarországon jelenleg a Minimax vetíti, de 2016 januárjától az M2 is sugározza.

## Történet
A főhős a kis herceg, aki az Asteroid B612-n él és békés az élete. Van egy szerető rózsája és van egy hűséges barátja, a róka. Egy napon a rózsa kissé féltékeny lesz a rókára, mert túl sok időt tölt együtt a kis herceggel. Abban a reményben, hogy a rózsa érzéseit sikerül-e kihasználni, azt tervezi a kegyetlen kígyó, hogy megbűvölje. Mivel ez a terve nem sikerül, e miatt a haragos és bosszús kígyóban egyre erősebb az elhatározás, hogy elsüllyessze a teljes univerzumot a sötétségbe és a homályba. De szeme láttára találkozik a kis herceggel, aki arra törekszik, hogy valahogyan megakadályozza ezt a fondorlatos tervet. El is kezdődik a vad hajsza. A kis herceg a kígyó dühével, kitartó az összes szörnyű veszély ellenére. Küzd érte, hogy megmentse az egész univerzumot a róka segítségével. Nem számít semmi sem, ha bármilyen akadály is szembe jön velük. A történet során az is kiderül, hogy sikerül-e nekik.

## Szereplők
| Szereplő     | Eredeti hang        | Eredeti hang    | Magyar hang                       | Magyar hang           | Leírás |
| Szereplő     | Francia hang        | Angol hang      | Minimax                           | MTVA                  | Leírás |
| ------------ | ------------------- | --------------- | --------------------------------- | --------------------- | --- |
| A kis herceg | Gabriel Bismuth     | Aidan Drummond  | Baráth István (1-2. évadban)      | Előd Álmos            | A történet főhőse, aki több bolygót beutazva megmenti barátjával a teljes univerzumot.                                                                               |
| A kis herceg | Gabriel Bismuth     | Aidan Drummond  | Ács Balázs (3. évadban)           | Előd Álmos            | A történet főhőse, aki több bolygót beutazva megmenti barátjával a teljes univerzumot.                                                                               |
| A róka       | Franck Capillery    | Brian Drummond  | Háda János (1-2. évadban)         | Gubányi György István | A kis herceg hűséges barátja, aki túl sok időt tölt vele. Egy napon segít barátjának, hogy megmentsék az egész univerzumot.                                          |
| A róka       | Franck Capillery    | Brian Drummond  | Galbenisz Tomasz (3. évadban)     | Gubányi György István | A kis herceg hűséges barátja, aki túl sok időt tölt vele. Egy napon segít barátjának, hogy megmentsék az egész univerzumot.                                          |
| A kígyó      | Guillaume Gallienne | Paul Dobson     | Pusztaszeri Kornél (1-2. évadban) | Harcsik Róbert        | A rajzfilm főgonosza. A bolygókat járva okoz káoszt és zűrzavart. Fő célja sötétségbe taszítani az egész Univerzumot s magáénak tudni Rózsát.                        |
| A kígyó      | Guillaume Gallienne | Paul Dobson     | Bognár Tamás (3. évadban)         | Harcsik Róbert        | A rajzfilm főgonosza. A bolygókat járva okoz káoszt és zűrzavart. Fő célja sötétségbe taszítani az egész Univerzumot s magáénak tudni Rózsát.                        |
| A rózsa      | Marie Gillain       | Sarah Edmondson | Szabó Zselyke (1-2. évadban)      | Csuha Bori            | A kis herceg szeretője, aki egy kissé féltékeny a rókára, mert túl sok időt tölt a hercegével. A történet végére elfelejt minden eseményt, de szeretője emlékezteti. |
| A rózsa      | Marie Gillain       | Sarah Edmondson | Haffner Anikó (3. évadban)        | Csuha Bori            | A kis herceg szeretője, aki egy kissé féltékeny a rókára, mert túl sok időt tölt a hercegével. A történet végére elfelejt minden eseményt, de szeretője emlékezteti. |
| felolvasó    | felolvasó           | felolvasó       | Korbuly Péter                     | Endrédi Máté          | - |

- További szereplők (1. magyar változatban): Baráth István, Bognár Tamás, Forgács Gábor, Markovics Tamás, Molnár Ilona, Sipos Eszter Anna, Szokol Péter, Szórádi Erika, Törköly Levente
- További szereplők (2. magyar változatban): Bárdos Eszter, Horváth Gábor, Kajtár Róbert, Kiss Nikoletta, Kuzma Györgyi, Orbán Gábor, Vári Attila

## Epizódok
Mivel két különböző szinkronnal rendelkezik a sorozat, megeshet, hogy néhány epizódnak eltérő a címe. Ahol két epizódcím van, ott az első a Minimax-os, a második pedig az M2-es változat általi cím. Ahol egy cím van, az a Minimax-os változaté. 

### 1. évad
1. Az idő bolygója 1. rész (The Planet of Time Part 1)
2. Az idő bolygója 2. rész (The Planet of Time Part 2)
3. A tűzmadár bolygója 1. rész (The Planet of The Firebird Part 1)
4. A tűzmadár bolygója 2. rész (The Planet of The Firebird Part 2)
5. A vashernyó bolygója 1. rész / A buborékszörny bolygója 1. rész (The Planet of The Bubble Gob Part 1)
6. A vashernyó bolygója 2. rész / A buborékszörny bolygója 2. rész (The Planet of The Bubble Gob Part 2)
7. A vashernyó bolygója 3. rész / A buborékszörny bolygója 3. rész (The Planet of The Bubble Gob Part 3)
8. A zene bolygója 1. rész / A zenebolygó 1. rész (The Planet of Musik Part 1)
9. A zene bolygója 2. rész / A zenebolygó 2. rész (The Planet of Musik Part 2)
10. A szél bolygója 1. rész (The Planet of Wind Part 1)
11. A szél bolygója 2. rész (The Planet of Wind Part 2)
12. Jade bolygója 1. rész (The Planet of Jade Part 1)
13. Jade bolygója 2. rész (The Planet of Jade Part 2)
14. A csillagrabló bolygója 1. rész (The Star Snatcher's Planet Part1)
15. A csillagrabló bolygója 2. rész (The Star Snatcher's Planet Part2)
16. Az amikópok bolygója 1. rész (The Planet of Amicopes Part1)
17. Az amikópok bolygója 2. rész (The Planet of Amicopes Part2)
18. A teknősök bolygója 1. rész (The Planet of Garapodes Part1)
19. A teknősök bolygója 2. rész (The Planet of Garapodes Part2)
20. A globik bolygója 1. rész (The Planet of Globies Part1)
21. A globik bolygója 2. rész (The Planet of Globies Part2)
22. Gehem bolygója 1. rész / A genom bolygója 1. rész (Gehem's Planet Part1)
23. Gehem bolygója 2. rész / A genom bolygója 2. rész (Gehem's Planet Part2)
24. A könyvtár bolygója 1. rész / A Libris bolygója 1. rész (The Planet of Libris Part1)
25. A könyvtár bolygója 2. rész / A Libris bolygója 2. rész (The Planet of Libris Part2)
26. A vasút bolygója 1. rész / A vonatfüggők bolygója 1. rész (The Planet of Trainiacs Part1)
27. A vasút bolygója 2. rész / A vonatfüggők bolygója 2. rész (The Planet of Trainiacs Part2)
28. Az óriás bolygója 1. rész / Az óriás bolygója 1. rész (The Planet of the Giant Part1)
29. Az óriás bolygója 2. rész / Az óriás bolygója 2. rész (The Planet of the Giant Part2)
30. A gargand bolygója 1. rész (The Planet of the Gargand Part1)
31. A gargand bolygója 2. rész (The Planet of the Gargand Part2)
32. A gargand bolygója 3. rész (The Planet of the Gargand Part3)
33. A ludokaa bolygója 1. rész (The Planet of Ludokaa Part1)
34. A ludokaa bolygója 2. rész (The Planet of Ludokaa Part2)
35. A cublix bolygója 1. rész / A kublixok bolygója 1. rész (The Planet of Cublix Part1)
36. A cublix bolygója 2. rész / A kublixok bolygója 2. rész (The Planet of Cublix Part2)
37. Z 222-es bolygó A bamáliák bolygója 1. rész (Z 222 The Planet of Bamalias Part1)
38. Z 222-es bolygó A bamáliák bolygója 2. rész (Z 222 The Planet of Bamalias Part2)
39. Z 222-es bolygó A bamáliák bolygója 3. rész (Z 222 The Planet of Bamalias Part3)
40. H 108-as bolygó A lakrimavórák bolygója 1. rész (H 108 The Planet of Lacrimavoras Part 1)
41. H 108-as bolygó A lakrimavórák bolygója 2. rész (H 108 The Planet of Lacrimavoras Part 2)
42. A coppelius bolygója 1. rész / Coppelius bolygója (The Planet of Coppelius Part 1)
43. A coppelius bolygója 2. rész / Coppelius bolygója (The Planet of Coppelius Part 2)
44. B 901 A nagy bohóc bolygója 1. rész (B 901 The Planet of the Grand Buffon Part 1)
45. B 901 A nagy bohóc bolygója 2. rész (B 901 The Planet of the Grand Buffon Part 2)
46. Ashkabaar bolygója 1. rész (The Planet of Ashkabaar Part1)
47. Ashkabaar bolygója 2. rész (The Planet of Ashkabaar Part2)
48. Az okidenek bolygója 1. rész (The Planet of Okidens Part1)
49. Az okidenek bolygója 2. rész (The Planet of Okidens Part2)
50. X 000 A kígyó bolygója 1. rész (The Planet of Snake Part1)
51. X 000 A kígyó bolygója 2. rész (The Planet of Snake Part2)
52. X 000 A kígyó bolygója 3. rész (The Planet of Snake Part3)

### 3. évad
1. Az új küldetés 1. rész (The New Misson Part 1)
2. Az új küldetés 2. rész (The New Misson Part 2)
3. Az új küldetés 3. rész (The New Misson Part 3)
4. A Grelon bolygója 1. rész (The Planet of the Grelon Part 1)
5. A Grelon bolygója 2. rész (The Planet of the Grelon Part 2)
6. A jósnő bolygója 1. rész (The Planet of the Oracle Part 1)
7. A jósnő bolygója 2. rész (The Planet of the Oracle Part 2)
8. A kristálykönnyek bolygója 1. rész (The Planet of the Crystal Tear  Part 1)
9. A kristálykönnyek bolygója 2. rész (The Planet of the Crystal Tear Part 2)
10. Az óriáslepkék bolygója 1. rész (The Planet of the Nymphalide Part 1)
11. Az óriáslepkék bolygója 2. rész (The Planet of the Nymphalide Part 2)
12. A jégmadár bolygója 1. rész (The Planet of the Ice Bird Part 1)
13. A jégmadár bolygója 2. rész (The Planet of the Ice Bird Part 2)
14. Az űrvasutasok bolygója 1. rész (The Planet of the Astrotraniacs Part 1)
15. Az űrvasutasok bolygója 2. rész (The Planet of the Astrotraniacs Part 2)
16. Az óriásüstökös bolygója 1. rész (The Planet of the Giant Comet Part 1)
17. Az óriásüstökös bolygója 2. rész (The Planet of the Giant Comet Part 2)
18. A Garglux bolygó 1. rész (The Planet of the Garglux Part 1)
19. A Garglux bolygó 2. rész (The Planet of the Garglux Part 2)
20. A teknőshernyó bolygója 1. rész (The Planet of the Spadosaur Part 1)
21. A teknőshernyó bolygója 2. rész (The Planet of the Spadosaur Part 2)
22. A felhőfa bolygója 1. rész (The Planet of the Could Tree Part 1)
23. A felhőfa bolygója 2. rész (The Planet of the Could Tree Part 2)
24. A rózsa bolygója 1. rész (The Planet of the Rose Part 1)
25. A rózsa bolygója 2. rész (The Planet of the Rose Part 2)
26. A rózsa bolygója 3. rész (The Planet of the Rose Part 3)